# Cervicești-Deal, Botoșani
Cervicești-Deal este un sat în comuna Mihai Eminescu din județul Botoșani, Moldova, România.